# Bungie Studios
Pour les articles homonymes, voir Bungie.
Bungie Studios est une société de développement et d'édition de jeux vidéo, fondée en 1991 sous le nom de Bungie Software Products Corporation par deux étudiants de l'université de Chicago, Alex Seropian (en) et Jason Jones.
Le 31 janvier 2022, après le rachat dans le même mois de plusieurs acteurs de l'industrie du jeu vidéo, Zynga et Activision Blizzard, Bungie annonce son rachat par Sony pour 3,6 milliards de dollars.

## Historique
Bungie est célèbre pour avoir développé des FPS pour Mac OS dans les années 1990, dont la série des Marathon. Plus tard, la série des Myth pour Microsoft Windows et Mac OS vit également un important succès. Les jeux Bungie sont particulièrement appréciés par les joueurs pour leurs scénarios profonds et complexes. En juin 2000, Microsoft rachète Bungie, qui devient une filiale de Microsoft Game Studios. Toutefois, Bungie redevient indépendant en octobre 2007, quelques jours après la sortie d'Halo 3.
En 1999, Bungie annonce que son prochain jeu sera un retour au genre FPS : Halo. La première démonstration de Halo fut faite lors de la keynote de la Macworld Expo 2000. Le jeu devait sortir en même temps sur Mac OS et Windows. Le 19 juin 2000, Microsoft annonce le rachat de Bungie Software, qui devient Bungie Studios, une filiale de la Microsoft Game Division (qui est à l'occasion renommé en Microsoft Game Studios).
Le FPS Halo, présent au line-up de sortie de la Xbox en 2001, leur apporte leur premier succès d'envergure. Au départ prévu sur Microsoft Windows et Mac OS X, le titre sera finalement une exclusivité du lancement de la console de Microsoft à la suite de leur rachat du studio en 2000. Succès critique comme commercial, il fait de Bungie l'un des développeurs majeurs sur le support. Avec Halo 2 en 2004, la série s'élève au rang de killer app, son fameux mode en ligne sur le Xbox Live devenant au passage le jeu le plus joué sur le service. Halo 2 est le dernier opus de la saga sur la Xbox 1re du nom et qui aura eu un succès certain.
Son troisième opus a été le fer de lance de la Xbox 360, succédant à la Xbox de Microsoft en 2005. Alors qu'il était censé contrer la PlayStation 3 à sa sortie, Halo 3 ne verra finalement le jour que fin 2007, battant tous les records de vente de l'époque et devenant à son tour l'un des jeux les plus joués sur le Xbox Live. Par la suite, Bungie a annoncé travailler sur trois autres projets indépendamment de Microsoft, qui exploite toujours de son côté la licence Halo.
Le 29 avril 2010, Bungie annonce avoir conclu un accord avec Activision Blizzard concernant l'édition et la distribution de leurs jeux. Selon cette entente, Activision Blizzard éditera les jeux du studio de développement pour une durée de 10 ans ; Bungie restera propriétaire de ses franchises,. Cet accord leur permettra donc de développer sur PlayStation 3, PlayStation 4 et PC en plus de la Xbox 360. Le nom de cette nouvelle franchise est divulgué par le Los Angeles Times le 21 mai 2012 au nom de Destiny.
Dans une interview suivant cette annonce, Brian Jarrard annonce que le prochain jeu du studio sera multiplate-formes, et que Halo: Reach est bien le dernier jeu de la licence Halo produit par le studio[réf. nécessaire].
Le 10 janvier 2019, Bungie annonce se séparer d'Activision qui était l'éditeur de Destiny et Destiny 2, et gardent les droits de la licence,.
Le 31 janvier 2022, Bungie annonce son rachat par Sony Interactive Entertainment pour 3,6 milliards de dollars. Le studio précise qu'il continuera de publier et développer ses jeux de manière indépendante.
En octobre 2023, le studio procède au licenciement d'une centaine d'employés, ce qui représente 8% de ses effectifs, officiellement à cause des résultats financiers inférieurs de 45 % aux attentes, et à une baisse du nombre de joueurs actifs sur Destiny 2 après la sortie de l'extension Lightfall. En conséquence, Bungie retarde la sortie de ses deux prochains projets (l'extension La Forme Finale pour Destiny 2 et le jeu Marathon), et annonce faire appel à des fournisseurs extérieurs (de l'outsourcing) pour remplacer les emplois supprimés,.
Le 31 juillet 2024, Bungie annonce la suppression de 220 postes (soit 17 % de ses effectifs) et le transfert de 155 salariés (12 % de ses effectifs) vers Sony Interactive Entertainement. Pete Parsons, PDG de l'entreprise, assume alors des erreurs critiques de gestion,,.

## Ludographie

### Jeux développés par Bungie
- Gnop!, 1990, pour Mac OS
- Operation: Desert Storm, 1991, pour Mac OS
- Minotaur: The Labyrinths of Crete, 1992, pour Mac OS
- Pathways into Darkness, 1993, pour Mac OS
- Marathon, décembre 1994, pour Mac OS
- Marathon 2: Durandal, novembre 1995, pour Mac OS, Windows, Xbox Live Arcade
- Marathon Infinity, octobre 1996, pour Mac OS
- Abuse, 1996 (portage amélioré sur Mac OS du jeu DOS)
- Myth, novembre 1997, pour Mac OS, Windows
- Myth II, décembre 1998, pour Mac OS, Windows
- Oni, 2000, pour Mac OS, Windows, PlayStation 2
- Halo: Combat Evolved, novembre 2001, pour Xbox, Mac OS, Windows
- Halo 2, novembre 2004, pour Xbox, Windows Vista
- Halo 3, septembre 2007, pour Xbox 360
- Halo 3: ODST, septembre 2009, pour Xbox 360
- Halo: Reach, septembre 2010, pour Xbox 360
- Destiny, septembre 2014, pour Xbox One, Xbox 360, PlayStation 4, PlayStation 3
- Destiny 2, septembre 2017, pour Xbox One, PlayStation 4 et octobre 2017 pour Windows, Stadia
- Marathon, septembre 2025, pour PlayStation 5, Xbox Series et Windows

### Jeux développés par Bungie et343 Industries
- Halo: Combat Evolved Anniversary, novembre 2011, pour Xbox 360

## Controverses

### Accusation de plagiat
Le 2 octobre 2024, l'écrivain américain Kelsey Martineau, connu sous le nom de plume Caspar Cole, a déposé une plainte en Louisiane pour violation des droits d'auteur contre Bungie. Il accuse l'entreprise de plagiat dans la campagne "Red War" de Destiny 2. En effet, elle aurait repris des éléments de son œuvre publiée entre 2013 et 2014 sur le site WordPress.
Le journal TheGamePost, qui a révélé l'affaire, indique dans son article sur le sujet les éléments qui auraient pu être copiés :
- Caspar Cole relève par exemple une forte inspiration de sa puissante armée, la Red Legion, plongée dans un cycle interminable de guerre.
- Il pointe aussi "les similitudes entre l'antagoniste principal de [son livre], Yinnerah, et l'antagoniste principal de Destiny 2, Dominus Ghaul, [qui] sont frappantes et établissent clairement plus qu'une simple coïncidence". "Tous deux sont poussés, guidés et aidés par des mentors parias (des érudits) à renverser leurs dirigeants pour accéder au pouvoir avec l'intention d'envahir la Terre" et tous deux cherchent à s'emparer d'une station orbitale : Tononob Station dans l'œuvre de Martineau et le Voyageur dans Destiny 2.
- De plus, dans les deux histoires, "les rebelles repoussent les envahisseurs de la Légion rouge sur Terre, avec pour toile de fond des colonies en flammes, des rues ravagées et le chaos le plus total". Et ces envahisseurs sont appelés "Légionnaires" et emploient des "créatures ressemblant à des chiens [...] pour mener à bien leurs missions militaires".
- Du côté des technologies utilisées, Caspar Cole pointe du doigt le lien entre deux armes, "le prototype "Atonizer" et le "Tout-Puissant" [qui] sont tous deux présentés comme des armes extrêmement puissantes, capables d'entraîner la destruction d'une race entière".
- Selon Zuhaad Ali, journaliste pour TheGamePost, "le procès fait également état d'autres détails et points de l'intrigue copiés dans le scénario "Red War" de Destiny 2, notamment le Failsafe, les lance-flammes Cabal Incendiors, les messages chiffrés, les panneaux d'entrée numérique des réacteurs du vaisseau spatial, les balises en tant que "récepteurs de messages", les transmissions de la Légion rouge, le concept de "transfert de conscience" - la race Exo, le scénario apocalyptique, et bien plus encore".

Kelsey Martineau accuse Bungie d'avoir copié son œuvre "délibérément et intentionnellement" et il demande un procès devant jury pour régler l'affaire. Il explique que la décision de l'entreprise est sûrement liée à la décision de "repartir à zéro" pour le développement de Destiny 2, seulement 16 mois avant sa sortie. L'auteur cherche à obtenir des dommages et intérêts ainsi qu'une injonction pour empêcher toute autre utilisation de son œuvre,.

### Attaque en justice pour diffamation
[contexte nécessaire] En décembre 2024, Christopher Barrett, l'ancien réalisateur de Marathon, porte plainte devant un tribunal du Delaware contre Bungie et Sony Interactive Entertainment pour diffamation et leur réclame 200 millions de dollars. En effet, il accuse les deux entreprises d'avoir « délibérément détruit sa réputation en insinuant à tort, et publiquement [...], qu'il avait eu des comportements sexuels inappropriés » pour éviter de lui reverser les 50 millions de dollars qui lui étaient dus et pour détourner l'attention de leurs énormes échecs commerciaux. Christopher Barrett estime donc être victime d'un « plan prémédité » par Bungie et Sony visant à en faire le bouc-émissaire « des retards dans la production de jeux vidéo » et « de leurs propres problèmes publics #MeToo ».
Barrett réclame 200 millions de dollars en dommages-intérêts, dont les 45 579 627 $ (plus les intérêts) dus en vertu de ses conditions d'emploi, à nouveau 45 579 627 $ (plus les intérêts) pour violation de la loi sur les remises de salaires de l'État de Washington, et « pas moins de 100 millions de dollars » en diffamation et dommages-intérêts punitifs. Il demande également à être réintégré en tant que réalisateur du jeu Marathon,.
En juillet 2024, Bungie a annoncé le licenciement d'environ 220 employés, soit environ 17 % de son effectif. Le PDG Pete Parsons a cité l'augmentation des coûts de développement et les défis économiques comme raisons de cette décision. La restructuration impliquait également l'intégration de certains employés au sein de PlayStation Studios et la création d'un nouveau projet de science-fiction fantastique en studio indépendant au sein de Sony.